# Diocesi di Cabinda
La diocesi di Cabinda (in latino Dioecesis Cabindana) è una sede della Chiesa cattolica in Angola suffraganea dell'arcidiocesi di Luanda. Nel 2023 contava 600.490 battezzati su 760.140 abitanti. È retta dal vescovo Belmiro Cuica Chissengueti, C.S.Sp.

## Territorio
La diocesi comprende la provincia di Cabinda in Angola.
Sede vescovile è la città di Cabinda, dove si trova la cattedrale di Nostra Signora Regina del Mondo.
Il territorio è suddiviso in 24 parrocchie.

## Storia
La diocesi è stata eretta il 2 luglio 1984 con la bolla Catholicae prosperitas di papa Giovanni Paolo II, ricavandone il territorio dall'arcidiocesi di Luanda.

## Cronotassi dei vescovi
Si omettono i periodi di sede vacante non superiori ai 2 anni o non storicamente accertati.
- Paulino Fernandes Madeca † (2 luglio 1984 - 11 febbraio 2005 ritirato)
- Filomeno do Nascimento Vieira Dias (11 febbraio 2005 - 8 dicembre 2014 nominato arcivescovo di Luanda)
  - Sede vacante (2014-2018)[1]
- Belmiro Cuica Chissengueti, C.S.Sp., dal 3 luglio 2018

## Statistiche
La diocesi nel 2023 su una popolazione di 760.140 persone contava 600.490 battezzati, corrispondenti al 79,0% del totale.
| anno | popolazione | popolazione | popolazione | presbiteri | presbiteri | presbiteri | presbiteri                | diaconi | religiosi | religiosi | parrocchie |
| anno | battezzati  | totale      | %           | numero     | secolari   | regolari   | battezzati per presbitero | diaconi | uomini    | donne     | parrocchie |
| ---- | ----------- | ----------- | ----------- | ---------- | ---------- | ---------- | ------------------------- | ------- | --------- | --------- | ---------- |
| 1990 | 88.400      | 127.000     | 69,6        | 15         | 8          | 7          | 5.893                     |         | 10        | 25        | 7          |
| 1999 | 225.000     | 300.417     | 74,9        | 22         | 20         | 2          | 10.227                    |         | 2         | 32        | 8          |
| 2000 | 210.315     | 300.450     | 70,0        | 24         | 22         | 2          | 8.763                     |         | 2         | 33        | 8          |
| 2001 | 225.150     | 300.627     | 74,9        | 26         | 24         | 2          | 8.659                     |         | 2         | 37        | 8          |
| 2002 | 225.150     | 300.627     | 74,9        | 24         | 22         | 2          | 9.381                     |         | 2         | 37        | 8          |
| 2003 | 225.150     | 300.627     | 74,9        | 27         | 25         | 2          | 8.338                     |         | 2         | 40        | 9          |
| 2004 | 225.150     | 300.627     | 74,9        | 23         | 21         | 2          | 9.789                     |         | 2         | 33        | 9          |
| 2006 | 233.000     | 311.000     | 74,9        | 25         | 22         | 3          | 9.320                     |         | 3         | 33        | 9          |
| 2012 | 331.000     | 445.000     | 74,4        | 31         | 24         | 7          | 10.677                    |         | 8         | 56        | 10         |
| 2013 | 340.000     | 457.000     | 74,4        | 29         | 23         | 6          | 11.724                    |         | 7         | 57        | 10         |
| 2016 | 355.000     | 478.000     | 74,3        | 29         | 23         | 6          | 12.241                    |         | 7         | 57        | 10         |
| 2019 | 531.720     | 716.076     | 74,3        | 37         | 31         | 6          | 14.370                    |         | 8         | 64        | 11         |
| 2021 | 565.195     | 762.000     | 74,2        | 38         | 33         | 5          | 14.873                    |         | 7         | 56        | 21         |
| 2023 | 600.490     | 760.140     | 79,0        | 37         | 33         | 4          | 16.229                    |         | 6         | 59        | 24         |